# 米雯娟
米雯娟（英語：Cindy Mi, 1983年—），是线上英语教育平台VIPKid的创始人和首席执行官。

## 生平
1983年出生于中国河北，2000年高二辍学和舅舅在北京共同创建线下英语教育机构ABC英语，在此期间自学英语并获得一个英语文学的学位，2009年ABC英语遭遇瓶颈后被长江商学院录取，2013年创建线上英语教育平台VIPKid。